# 牛场布依族乡
牛场布依族乡是中华人民共和国贵州省貴陽市白云区下辖的一个民族乡。

## 行政区划
牛场布依族乡下辖以下村级行政区划单位：
阿所村、蓬莱村、牛场村、大山村、兴家田村、红锦村、黄官村、落刀村、小山村、祁山村、大林村、瓦窑村和石龙村。